# Xã Ladd, Quận Bowman, Bắc Dakota
Xã Ladd (tiếng Anh: Ladd Township) là một xã thuộc quận Bowman, tiểu bang Bắc Dakota, Hoa Kỳ. Năm 2010, dân số của xã này là 15 người.